# Fürstin Eboli (Roman)

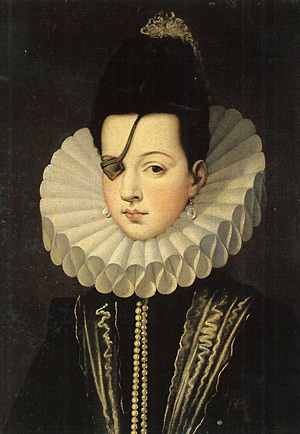
Ana de Mendoza y de la Cerda, Fürstin von Éboli

Fürstin Eboli ist ein historischer Roman des deutschen Schriftstellers Johann Parlow, in dem die spanisch-portugiesische Hofdame und Politikerin Ana de Mendoza y de la Cerda die titelgebende Hauptfigur ist.

## Inhalt
Die als herrschsüchtig bekannte Fürstin Eboli, der seit einem Fechtunfall das rechte Auge fehlt, beginnt sowohl mit dem König als auch mit seinem Minister ein Verhältnis. Dramatische Konflikte sind die Folge.

## Publikation
Das Buch erschien 1891 in zwei Bänden im Berliner Verlag von Otto Janke.

## Fürstin Eboli in der Literatur
Friedrich Schillers Drama Don Karlos und Giuseppe Verdis Oper Don Carlos befassten sich ebenfalls mit einigen der Legenden, die sich um Ana de Mendoza y de la Cerda ranken.